# طيطوي أخضر الساق

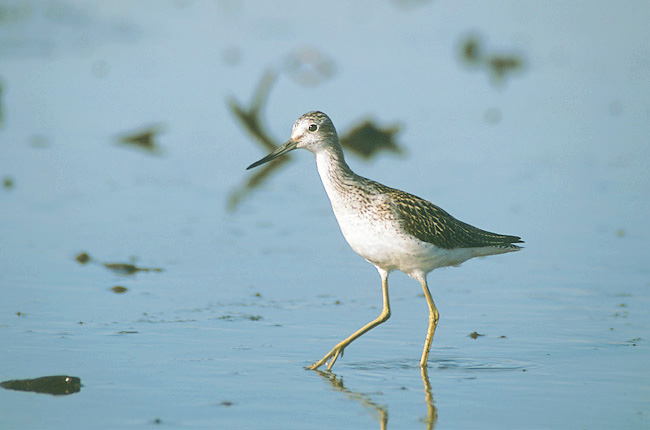
طيطوي أخضر الساق

طيطوي أخضر الساق (الاسم العلمي: Tringa  nebularia) (بالإنجليزية: Common  Greenshank)‏ هو طائر ينتمي إلى طيطوي وشنقب (فصيلة: Scolopacidae).

## معرض صور

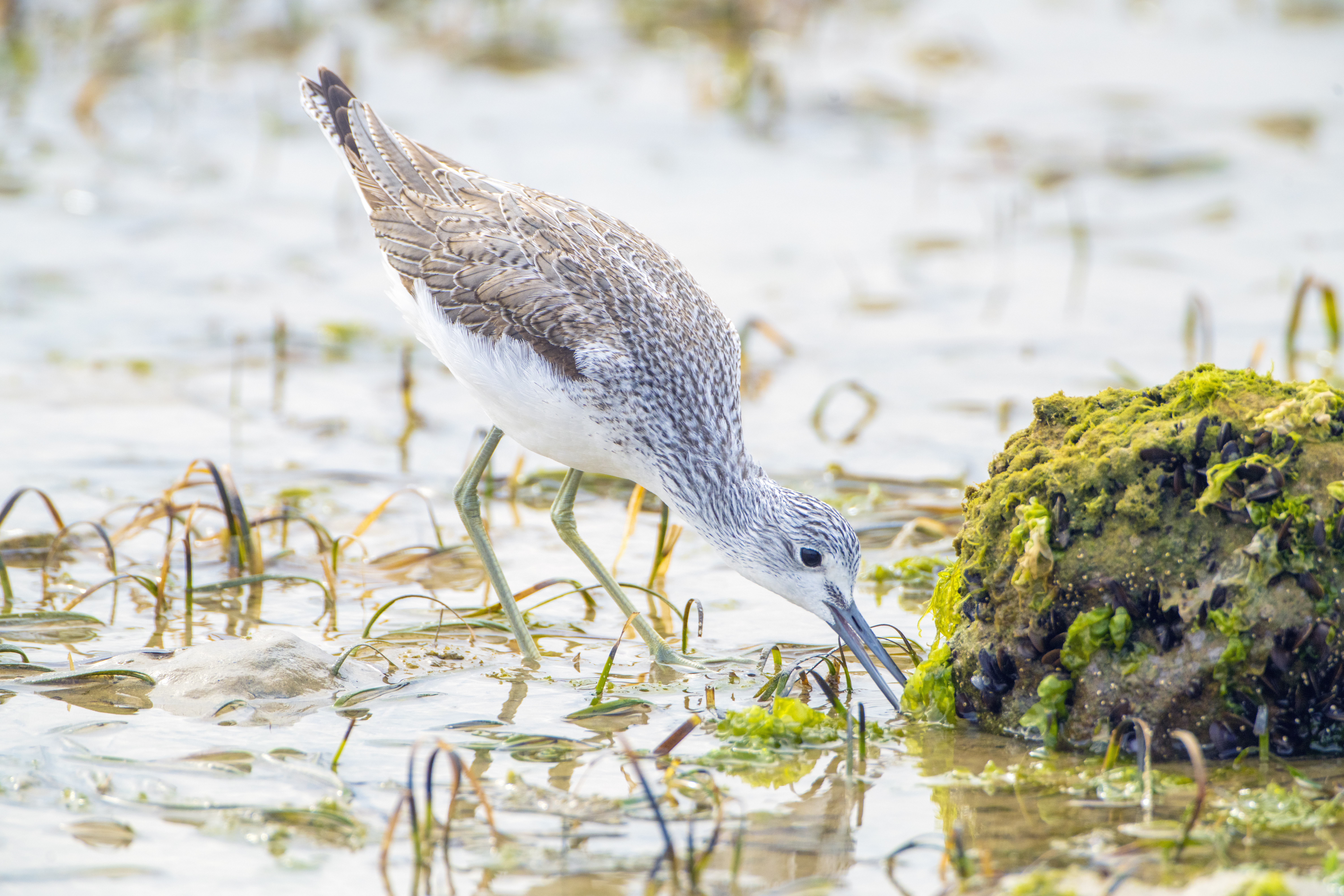
chevalier aboyeur à Djerba
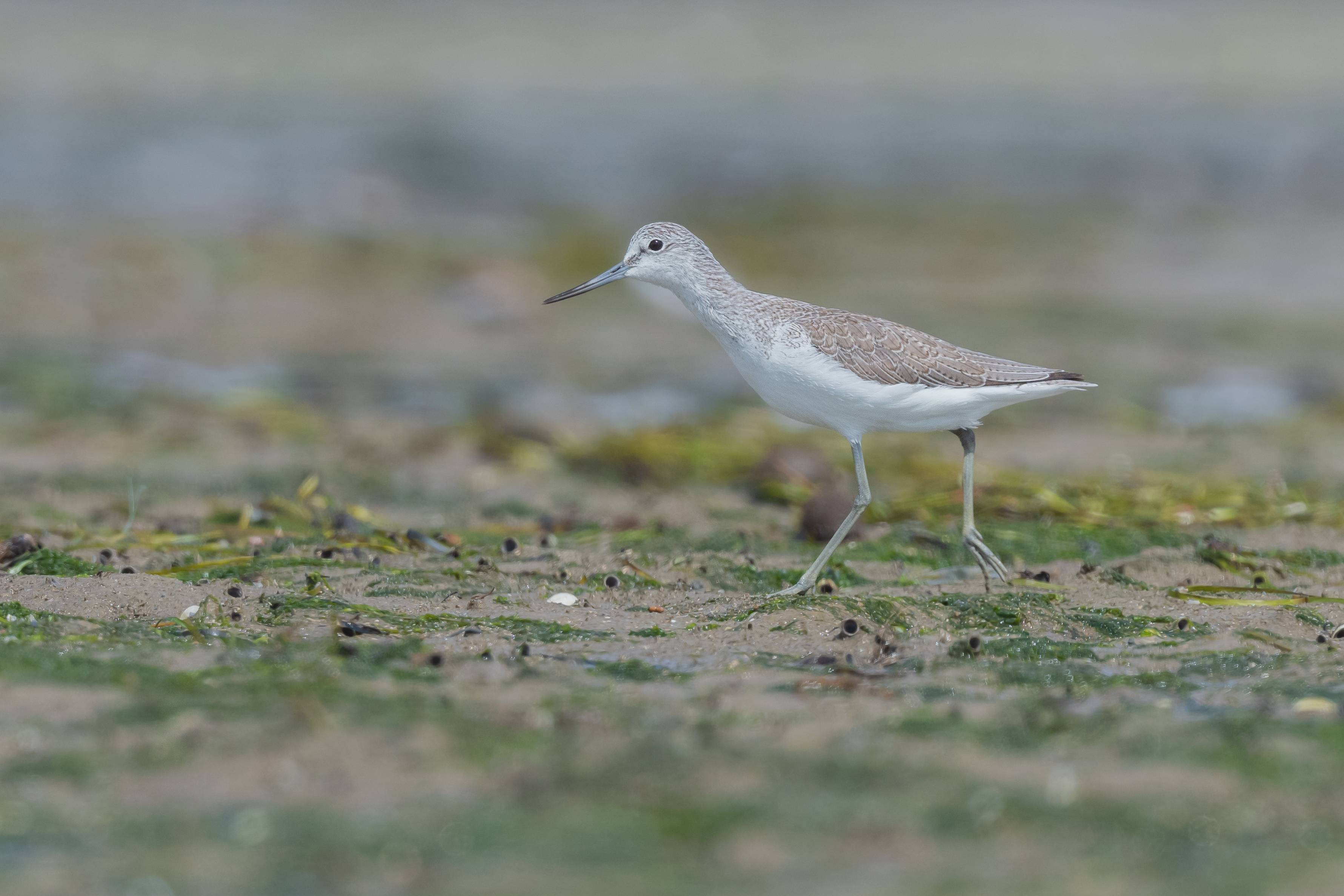
Chevalier aboyeur Thyna
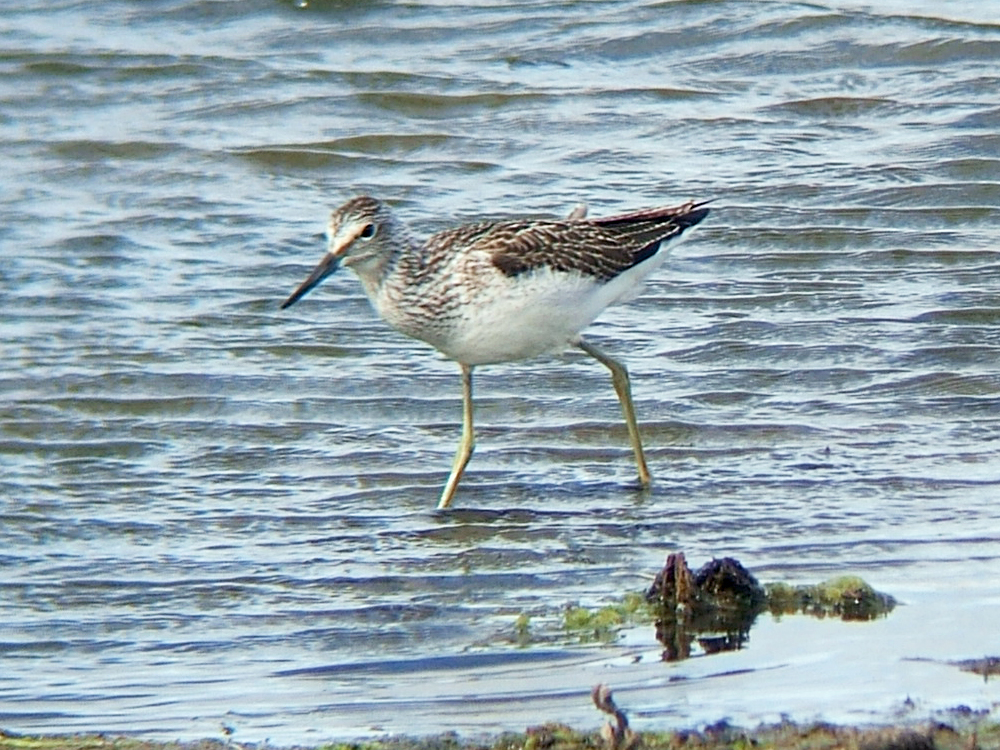
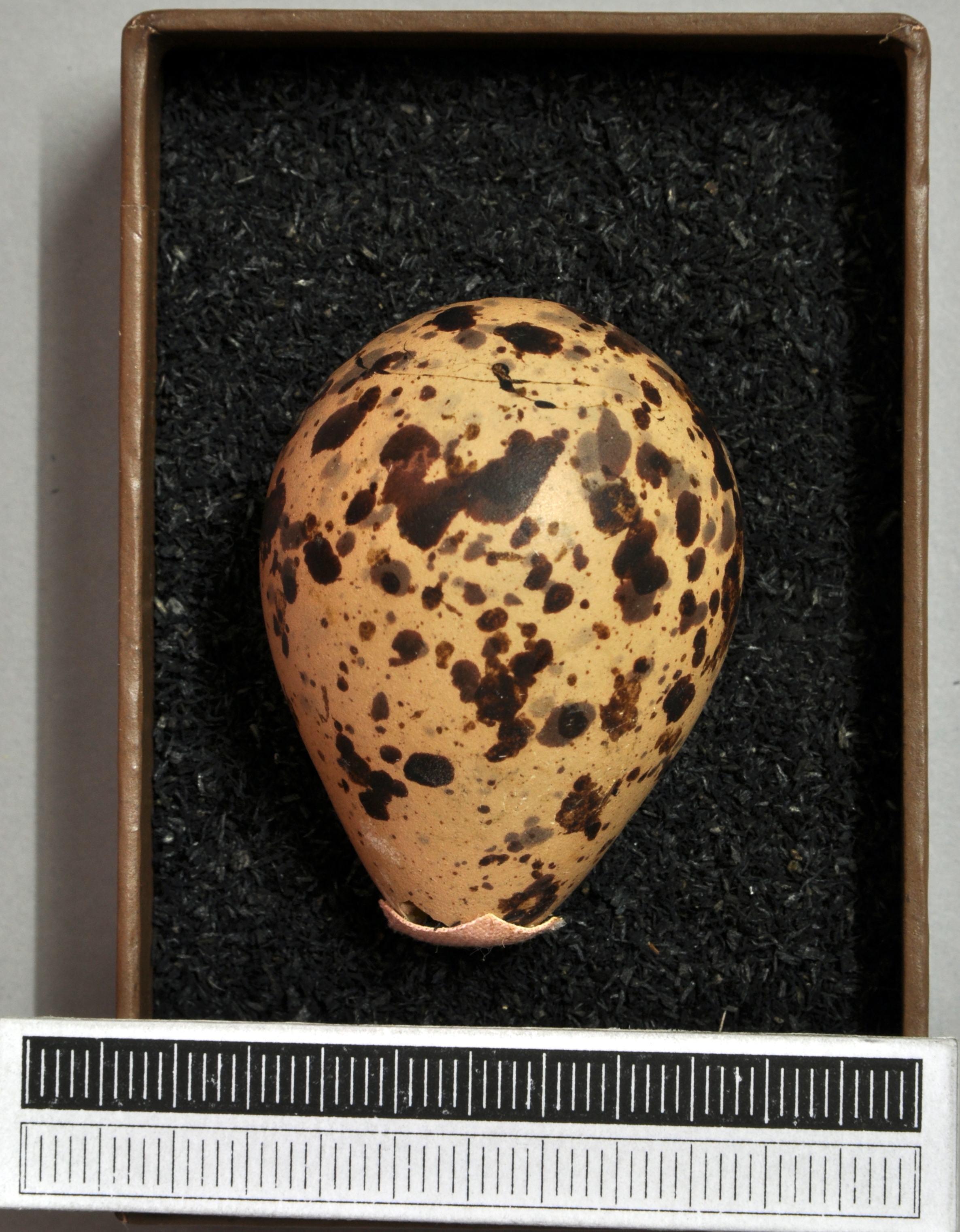